# 特納冰川
特納冰川（英語：Turner Glacier），是南極洲的冰川，位於葛拉漢地的阿德萊德島，處於利奧塔爾山東面，最終注入萊德灣，現時由南極條約體系管理。